# Premio Fundación BBVA a la Investigación Científica en Ecología y Biología de la Conservación
El Premio Fundación BBVA a la Investigación Científica en Ecología y Biología de la Conservación es el mayor premio en ecología y conservación que existe en el mundo, La Fundación BBVA es la entidad que entrega este premio de 500.000 Euros.
El primer premio del año 2005 fue concedido a los científicos españoles del Grupo de Investigación en Biología de la Conservación en Aves y Hábitats de la Estación Biológica de Doñana, "por la calidad de su aproximación multidisciplinaria a la biología de poblaciones de aves amenazadas, sus implicaciones prácticas en el ámbito de la conservación, y su contribución a la formación de expertos en España y en América Latina.